# Comunitat d'aglomeració Cœur d'Essonne
La comunitat d'aglomeració Cœur d'Essonne (en francès: communauté d'agglomération Cœur d'Essonne Agglomération) és una intercomunalitat francesa del departament de l'Essonne, a la regió de l'Illa de França. Creada al 2016, està formada per 21 municipis i la seu es troba a Sainte-Geneviève-des-Bois.

## Municipis
1. Arpajon
2. Avrainville
3. Brétigny-sur-Orge
4. Breuillet
5. Bruyères-le-Châtel
6. Cheptainville
7. Égly
8. Fleury-Mérogis
9. Guibeville
10. Leuville-sur-Orge
11. Longpont-sur-Orge
12. Marolles-en-Hurepoix
13. Morsang-sur-Orge
14. La Norville
15. Ollainville
16. Le Plessis-Pâté
17. Sainte-Geneviève-des-Bois
18. Saint-Germain-lès-Arpajon
19. Saint-Michel-sur-Orge
20. Villemoisson-sur-Orge
21. Villiers-sur-Orge